# Jan Zástěra
Jan Zástěra (* 25. července 1984 Duchcov) je český skladatel, dirigent, sbormistr, varhaník, badatel a místní patriot.

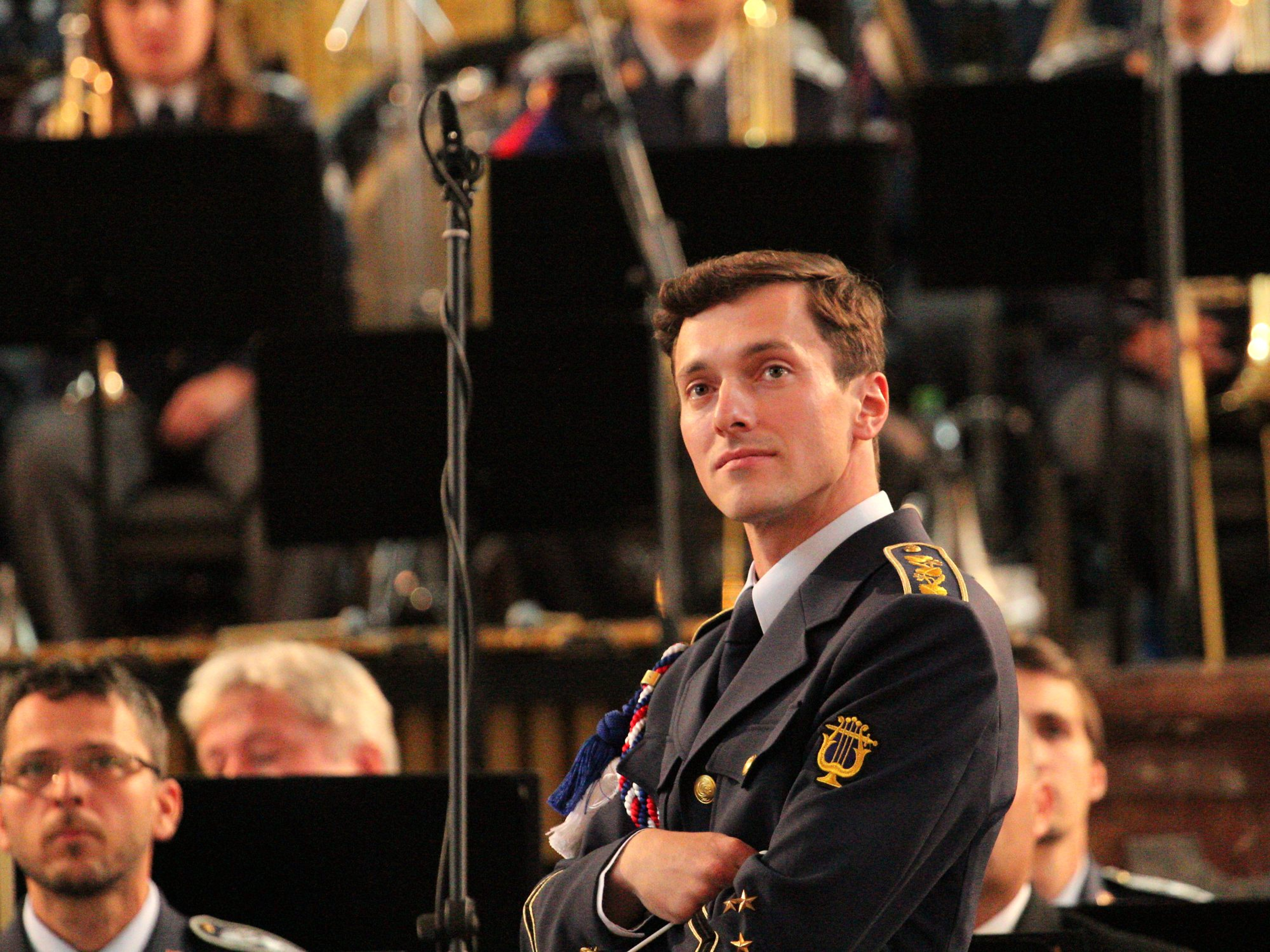
Jan Zástěra jako dirigent orchestru Hudba Hradní stráže a Policie České republiky

## Biografie
Pochází ze severočeského města Osek, v současné době žije v Teplicích. Je absolventem Gymnázia Teplice, studoval sbormistrovství na Pedagogické fakultě Univerzity Karlovy a chrámovou hudbu na Týnské škole v Praze. Právě během svých studií se dozvídá o unikátní hudební tradici oseckých cisterciáků a zejména o díle mnicha Jakoba Jana Trautzla. Od roku 2008 působí jako dirigent Hudby Hradní stráže a Policie České republiky v hodnosti plukovníka. V letech 2005–2011 působil jako sbormistr Brixiho komorního souboru, od roku 2011 je sbormistrem souboru Collegium hortense a uměleckým vedoucím spolku Trautzlova umělecká společnost.

## Hudební tvorba
Jan Zástěra se věnuje duchovní i světské hudbě, zkomponoval několik mešních cyklů a oratorií, dvě symfonie a sérii komických oper. Zabývá se rovněž badatelskou a publikační činností, zaměřenou na popularizaci odkazu regionálních hudebních skladatelů Teplicka a okolí, např. Jakuba Trautzla (oratorium Saul aneb síla hudby), Josepha Wolframa (opera Perkmon), Joachima Crona, Benedikta Venusiho, Wenzela Plaschky, Jana Lohelia Oehlschlägela a dalších.
Na jejich odkaz a hudební tradici regionu Zástěra navazuje také vlastní tvorbou, která je velmi často tematicky navázaná na region Podkrušnohoří. Na podzim roku 2019 zajišťoval organizaci hudebního doprovodu pro Národní pouť do Říma, na kterém se výrazně podílel i autorsky.
Spolupracuje s textaři Martinem Budkem, Marií Dolistovou, Janem Matouškem a dalšími, s varhaníkem Lukášem Dvořákem, se skladatelem a sbormistrem Matoušem Pavlisem, operními pěvci Miroslavou Časarovou, Bronislavou Smržovou-Tomanovou či Danielem Kfelířem.

## Ocenění
Je držitelem Výročních cen OSA za rok 2017 jako Nejúspěšnější skladatel vážné hudby i jako autor Vážné skladby roku 2017, jíž bylo vyhlášeno jeho oratorium Korunovace českých králů. Stejného dvojitého úspěchu dosáhl také při udílení cen za rok 2020, a to za cyklus kantát České nebe; nejúspěšnějším skladatelem se stal i v roce 2021.
V roce 2017 se rovněž stal Osobností roku Ústeckého kraje v kategorii kultura, je taktéž nositelem ceny hejtmana Ústeckého kraje v oblasti kultury za rok 2019.
V roce 2019 byl na Velehradě oceněn Děkovným uznáním České biskupské konference za cyklus kantát České nebe.

## Zajímavosti
- Je autorem návrhu Hymny Policie ČR, která byla po negativních reakcích veřejnosti na pracovní verzi stažena.[14]
- Do češtiny přeložil dílo německého spisovatele Carla Reinhardta z roku 1857 nazvané Léto v Teplicích. Jde o vtipného průvodce pro tehdejší lázeňské hosty.[15]

## Dílo
- Frankenschwein – opera buffa o nepovedeném alchymistickém pokusu v renesančních Teplicích (2025)
- Stezka v poušti – adventní kantáta pro sólový soprán, ženský sbor a dechový orchestr (2024)
- V svatyních světa – kantáta pro dva soprány, sbor a dechový orchestr (2023)
- Kúmská věštba – kantáta pro sóla, sbor a dechový orchestr na verše Vergilia (2022)[16]
- Sůl země nezmařená, světlo světa nevyhaslé – melodram o čtrnácti svatých pomocnících (2021)[17], záznam provedení[18]
- Nádech věčnosti – oratorium k příležitosti 1100 let od umučení svaté Ludmily (2021)[19], záznam provedení[20]
- Saltus Taranis – symfonická báseň oslavující krásu krajiny Českého středohoří (2020)
- Já vládnu pouze láskou – kantáta k oslavě 800. výročí narození Zdislavy z Lemberka (2020)[21], záznam provedení[22]
- Est omnia vanitas? – kantáta k výročí 300 let posvěcení teplického morového sloupu (2020)
- Sonety – cyklus písní s doprovodem klavíru na texty W. Shakespeara v překladu Martina Hilského (2020)[23], záznam provedení[24]
- Římské mše – cyklus mší a duchovních skladeb zkomponovaný pro příležitost České národní pouti do Říma (2019)[25][26]
- České nebe – cyklus duchovních kantát k českým světcům a patronům (2018–19)[27]
- Vepřové schizma – opera buffa o sporu teplických benediktinek a oseckých cisterciáků o kult sv. Jana Křtitele (2018)
- Vepřová odysea – opera buffa o začátcích lázeňství v Teplicích (2017)
- Korunovace českých králů – oratorium na texty českého korunovačního řádu císaře Karla IV. (2016)[28]
- Pramen milostí – kantáta o filipovském zázraku (2016)
- Casanova nebo Trautzl?! – opera buffa o setkání dvou historických osobností na duchcovském zámku (2015)
- Videte amorem et dolorem meum – velikonoční kantáta (2015)
- Pozdraveno budiž Světlo – adventní kantáta (2014)
- Mysterium porcellani  – oratorium věnované mystice a technologii výroby porcelánu (2014)
- Proprium k sv. Janu Křtiteli II (2014)
- Proprium k sv. Alžbětě Uherské (2014)
- Symfonia in honorem Jacobi Trautzli – pětivětá symfonie k poctě J. Trautzla (2013)[29]
- Proprium k sv. Janu Boskovi (2013)
- Proprium k sv. Janu Křtiteli (2012)
- Vepřové spiknutí – opera buffa o založení teplických lázní (2012)
- Jubilate Deo – soubor sborových skladeb vydaný na samostatném nosiči (2012)
- Requiem. Smuteční hudba za opata Bernarda – soubor skladeb k exekviím za posledního opata oseckého kláštera (2011)
- Via miraculosa – vánoční zpěvohra (2011)
- Missa tritorum (2011)
- Missa solorum multiplicium (2007)
- Missa cum obstinatione (2005)